# Chronobiologie et dépression
La dépression est une maladie mentale qui affecte négativement l’humeur d’une personne, en amplifiant sa colère, sa tristesse et sa souffrance. Dans le cas d’une dépression majeure, les gens affectés auront les symptômes pendant une longue période constante, alors que d’autres auront une dépression plutôt saisonnière.
Des troubles des rythmes circadiens peuvent être en cause du caractère saisonnier d’un type de dépression. Ces rythmes sont régulés par une horloge interne qui capte les signaux de l’environnement, permettant une synchronisation . Des études sur la dépression montrent que l’augmentation du stress altère le rythme circadien du cortisol et de la mélatonine . Il est accompagné de troubles du sommeil, dont la bonne régulation peut améliorer l’état de la personne dépressive. En effet, il existe des chronothérapies pour la dépression, comme la luminothérapie, la manipulation du rythme veille-sommeil et l’apport de mélatonine exogène.

## Altération du rythme circadien

### Cortisol
Le cortisol est une hormone qui joue un rôle dans l’éveil. Il est sécrété dans le corps en suivant l’axe corticotrope qui se compose de l’hypothalamus, de l’hypophyse et des glandes surrénales. L’hypothalamus produit une corticolibérine (CRH), qui stimule la sécrétion d’ACTH chez l'hypophyse, aboutissant aux glandes surrénales (au cortex), qui produisent des glucocorticoides comme le cortisol. L'effet de cette hormone est essentiel au corps, et c’est pour cette raison que plusieurs récepteurs du cortisol sont repartis dans le corps, afin de maintenir un métabolisme adéquat du corps . Puis, ces récepteurs se trouvent aussi sur l’hypothalamus et l’hypophyse pour permettre une rétroaction négative du cortisol. Le rythme circadien du cortisol est synchronisé avec celui de la mélatonine. Lors de la dépression, l’axe corticotrope est fortement stimulé, ce qui libère beaucoup de cortisol dans le corps. De plus, le système de rétroaction négative est défectueux et provoque l’augmentation de CRH par l'hypothalamus, augmentant le signal de sécrétion du cortisol. Étant impliqué dans l’éveil, le niveau augmenté de ce glucocorticoide va provoquer l’altération de son rythme circadien. Effectivement le pic de sécrétion du cortisol, appelé CAR (Cortisol awakening response (en)) est altéré de sorte qu’une désynchronisation se produit entre le milieu interne et externe de l’organisme. Ce phénomène est souvent observé lors des changements de saisons avec la diminution de l’ensoleillement, caractéristique de la dépression saisonnière.

### Mélatonine
Tout d’abord, la mélatonine est hormone qui régule le sommeil. La mélatonine est formée à partir de la sérotonine, dont la sécrétion diminue, lors de la dépression. Le rythme circadien de la sécrétion de mélatonine se fait à travers une horloge interne. Les noyaux suprachiasmatiques (NSC) forment l’horloge interne principal, qui fait la réception du signal provenant de la lumière, et dicte la sécrétion de mélatonine, par la glande pinéale. Puis, cette hormone va retourner vers ses récepteurs, sur les NSC, pour faire une rétroaction négative de la mélatonine. Lors d’une dépression, le rythme circadien de la mélatonine est perturbé. Chez des personnes saines, le niveau de mélatonine augmente pendant la nuit. À l’opposé, les personnes souffrant de dépression ont une diminution nocturne de mélatonine et une avance de phase. Cette avance de phase est accentuée selon l’intensité de la dépression, alors que, lors d’une guérison, la phase est plutôt retardée pour revenir à la normale.

## Oscillateur
Selon le modèle de coïncidence interne développé par Wher et Wirz-Justice, un oscillateur puissant dicte les rythmes circadiens de la température et de l'augmentation du cortisol dans le corps. Il existe une association entre cet oscillateur et un plus faible qui est chargé du cycle veille/sommeil. Chez les personnes saines, cette relation est stable et synchronisée. Cependant, lors d'un décalage horaire, les deux oscillateurs sont perturbés subissant une avance de phase ou un délai de phase. Une avance de phase de l'oscillateur puissant par rapport à l'oscillateur faible est caractéristique d'une dépression, alors que la régulation veille-sommeil est perturbée. En tant que traitement, Wehr et Wirz-Justice suggère la manipulation du cycle veille-sommeil, afin de rétablir la synchronisation entre l'oscillateur puissant et l'oscillateur faible.

## Avance et retard de phase
Une avance de phase du rythme circadien chez une personne dépressive, souffrant de perturbations du sommeil paradoxal, peut être provoquée par un voyage vers l'Ouest ou un retard dans ses heures de sommeil. Alors qu'un retard de phase du cycle veille-sommeil est caractéristique d'une dépression saisonnière.

## Chronothérapies

### Luminothérapie
Ce traitement est utilisé pour les patients souffrant de dépression saisonnière, alors que les journées sont plus courtes et les nuits sont plus longues en hiver. Ce type de dépression disparait à l’arrivée du printemps et de l’été. La luminothérapie matinale va aider à rétablir la phase du rythme circadien de la mélatonine. L’efficacité est accrue lorsque l’avance de phase est 1 à 2 heures. Les études montrent une amélioration des symptômes dépressifs chez les patients. Afin de choisir le meilleur moment de la luminothérapie, un questionnaire pour déterminer le chronotype de la personne est rempli, évaluant ainsi les activités et les heures veille-sommeil.

### Manipulation du cycle veille-sommeil
La privation du sommeil est un traitement qui a mené à un allègement de l’humeur dépressive. La réduction du sommeil d’une nuit complète à donner des résultats concluants. Cependant, pour combattre plus efficacement les troubles du sommeil, la privation partielle du sommeil est favorisée, alors que le patient se réveille à la deuxième moitié de la nuit. Le but étant de faire un avancement de phase du sommeil d’environ 5-6 heures et obtenir des améliorations de la dépression dans les jours suivants. La clé de cette thérapie est l’éveil dans la deuxième portion de la nuit permettant de rétablir la synchronisation.

### Mélatonine exogène
L’altération du rythme circadien, lors de la dépression, est au cœur de la désynchronisation. Afin de synchroniser l’horloge interne, un apport en mélatonine exogène peut aider tout comme la luminothérapie. Ce traitement provoque de la somnolence et une baisse de température pour favoriser le sommeil du patient. Elle n'est pas considérée comme un antidépresseur, mais elle a un effet positif sur les troubles du sommeil qui surviennent lors des dépressions.